# 懐化駅
懐化駅（かいか-えき）は中華人民共和国湖南省懐化市に位置する中華人民共和国鉄道部（中国国鉄）の駅である。

## 駅周辺
- 懐化大酒店
- 世雄大酒店
- 天府賓館
- 迎豊西路

## 歴史
- 1972年 - 開業。

## 隣の駅
中国国鉄
滬昆線
漵浦駅 - 懐化駅 - 玉屏駅
焦柳線
懐化駅 - 懐化南駅
渝懐線
銅仁駅 - 懐化駅
湘黔線
懐化東駅 - 懐化駅 - 公坪駅